# Сам ван Росом
Сам ван Росом (Гент, 3. јун 1986) белгијски је кошаркаш. Игра на позицији плејмејкера, а тренутно наступа за Валенсију. 

## Биографија
Ван Росом је 9. октобра 2005. дебитовао за Остенде. У дресу овог клуба провео је пуне три сезоне и освојио три домаћа трофеја (два првенства и један куп). Године 2008. потписао је трогодишњи уговор са миланском Олимпијом, али је одмах прослеђен на двосезонску позајмицу у Скаволини из Пезара. Године 2010. прешао је у клуб Сарагоса 2002 и тамо се задржао три сезоне. У јулу 2013. је постао играч Валенсије.
Наступао је за сениорску репрезентацију Белгије на Европским првенствима 2011, 2013. и 2015. године.

## Успеси

### Клупски
- Остенде:
  - Првенство Белгије (2): 2005/06, 2006/07.
  - Куп Белгије (1): 2008.

- Валенсија:
  - Еврокуп (2): 2013/14, 2018/19.
  - Првенство Шпаније (1): 2016/17.

### Појединачни
- Идеални тим Еврокупа — друга постава (1): 2018/19.